# Strelți, Plovdiv
Strelți (în bulgară Стрелци) este un sat în comuna Brezovo, regiunea Plovdiv,  Bulgaria. 

## Demografie
Componența etnică a satului Strelți
     Turci (1,6%)
     Bulgari (90,01%)
     Romi (2,85%)
     Nicio identificare (5,52%)
La recensământul din 2011, populația satului Strelți era de 561 locuitori. Din punct de vedere etnic, majoritatea locuitorilor (90,01%) erau bulgari, existând și minorități de romi (2,85%) și turci (1,6%). Pentru 5,52% din locuitori nu este cunoscută apartenența etnică.